# Јосип Данеш
Јосип Данеш (Љубљана, 27. март 1883 — Загреб, 26. март 1954) је био југословенски и словеначки глумац. 

## Филмографија
|      | Назив            | Улога            |
| ---- | ---------------- | ---------------- |
| 1950 | Плави 9          | Барба Шиме       |
| 1951 | Бакоња фра Брне  | /                |
| 1952 | Свет на Кајжарју | /                |
| 1952 | Цигули Мигули    | /                |
| 1953 | Скоројевићи      | Комодни Дунајцан |
| 1953 | Камени хоризонти | Капутић          |